# Lindsey Graham
Lindsey Olin Graham (Central, 9 luglio 1955) è un politico e militare statunitense, senatore per lo stato della Carolina del Sud dal 2003 ed in precedenza membro della Camera dei rappresentanti per lo stesso stato dal 1995 al 2003.

## Biografia
Nato e cresciuto nella Carolina del Sud, Graham rimase orfano di entrambi i genitori all'età di ventun anni, e dopo la loro scomparsa gli venne affidata la custodia della sorella. Laureatosi in legge, Graham si arruolò nell'Air Force e prestò servizio come JAG. Nel 1988 passò alla riserva, dove presta servizio tuttora con il grado di colonnello. Tornato alla vita civile, Graham entrò in politica con il Partito Repubblicano e venne eletto all'interno della legislatura statale della Carolina del Sud.
Dopo un solo mandato, Graham fu eletto alla Camera dei rappresentanti. Venne poi riconfermato per altri tre mandati nel 1996, nel 1998 e nel 2000. Nel 2002, dopo l'annuncio del ritiro del senatore centenario Strom Thurmond, Graham si candidò per il seggio e venne eletto. I votanti lo riconfermarono anche nel 2008 e nel 2014. Nelle elezioni del 3 novembre 2020 ottiene la riconferma per un quarto mandato senatoriale, sconfiggendo, con il 54,5% dei voti il candidato democratico Jaime Harrison. 
Il 21 giugno del 2015 si candida alle primarie repubblicane per le presidenziali del 2016. I sondaggi lo quotavano tra lo 0,4% e l'1,1%. Il 21 dicembre sospende la sua campagna; il 15 gennaio 2016 sostiene ufficialmente il candidato moderato del partito Jeb Bush considerato favorito alla nomination alla vigilia. È il primo ex candidato del 2016 in assoluto a dichiarare la sua preferenza (e primo tra i repubblicani) dopo la fine della sua campagna elettorale e prima del primo voto dell'Iowa e primo a sostenere Bush. 
Dopo il ritiro di Jeb Bush a seguito delle disastrose primarie proprio in Carolina del Sud, Graham decide di non appoggiare nessuno degli altri competitor; però dopo il SuperTuesday del 15 marzo Graham decide, a sorpresa, di appoggiare l'ultraconsevatore Ted Cruz a discapito del moderato governatore John Kasich, con cui è politicamente più affine, ritenendo che fosse l'unico candidato in grado di tenere testa a Trump, e cercando di seguire la strategia perseguita dall'ex candidato repubblicano alle presidenziali del 2012 Mitt Romney, ovvero quello di arrivare ad una "broken" o "open" Convention del Partito Repubblicano dove nessun candidato raggiunge la maggioranza dei delegati a cui viene affidata la scelta del candidato Presidente senza vincolo di mandato senza tener conto del risultato delle primarie (cosiddetta "nomina a tavolino" tra delegati).
Nel maggio 2023 è stato emesso un mandato di cattura russo per il suo sostegno allo sforzo bellico ucraino contro la Russia nel contesto dell'invasione.

## Vita privata
Graham, che è un conservatore, non si è mai sposato.